# Terapi

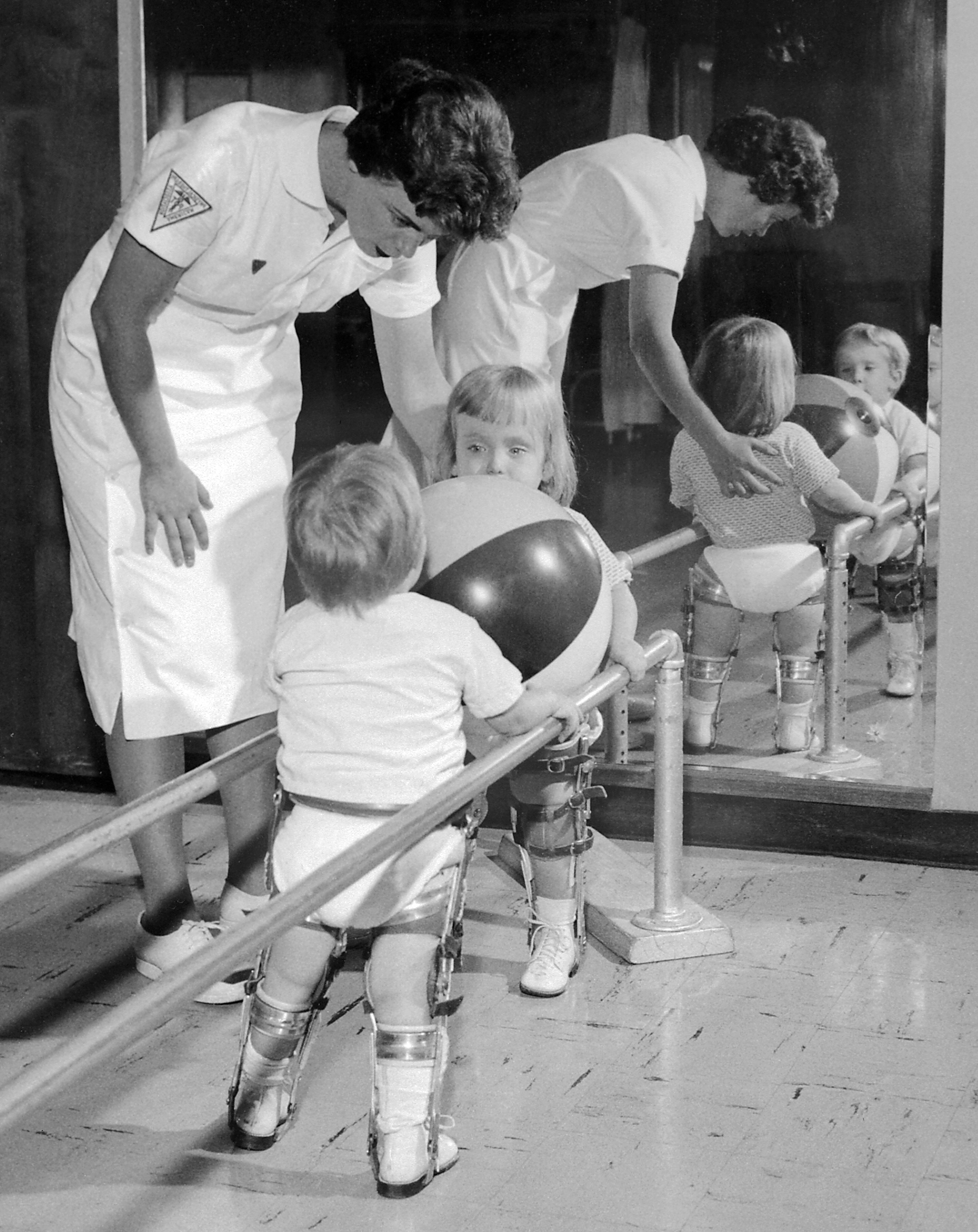
Terapi för barn som drabbades av polio.

Terapi eller behandling är sjukvårdens åtgärder riktade till en patient med hälsoproblem, såväl av somatiska (kroppsliga) som psykiska som psykosociala besvär. Ordet kommer av grekiska θεραπεία therapeia, betjäning, vård, botande.
En medicinsk behandling eller medicinsk procedur inleds med en medicinsk diagnostik varpå följer själva åtgärden som kan bestå av mer direkta medicinska insatser som kirurgi och läkemedelintag och/eller åtgärder av mer rehabiliteringskaraktär som sjukgymnastik. 
Det finns många benämningar för den som går i terapi, till exempel kan vederbörande kallas klient, patient, konfident eller terapand. För terapi som hör till skolmedicinen krävs legitimation, och att obehörigen ställa diagnos eller utföra behandling för åkomma kan dömas enligt kvacksalverilagen. Alternativmedicinska terapier kan lagligen utföras av vem som helst om skada inte åsamkas. Kyrkans själavård är vanligen en form av samtalsterapi med religiösa inslag, och regleras av speciella principer.
I brist på kunskap om vad de bakomliggande mekanismerna för olika besvär är det svårt att veta exakt hur en behandling kommer att fungera (om alls). Det är därför viktigt att se till forskningen om vilken effekt en behandling har. 

## Typer av terapi
Nedan listas en del termer som slutar på -terapi, men även alla andra behandlingsformer är terapi.

### Övergripande termer

#### Kausal terapi
Kausal terapi är behandling riktad till sjukdomens orsaker och ej mot dess symptom. Till exempel antibiotikabehandling vid infektion.

#### Andra
- Individuell terapi respektive gruppterapi, se

### Funktionell terapi
Osäker beteckning, men omfattar i varje fall:
- Arbetsterapi, se arbetsterapeut
- Fysioterapi, se sjukgymnast
  - Manuell terapi
    - Ortopedisk manuell terapi
    - Funktionell manuell terapi
- Kommunikationsterapi, se logoped
  - Språkterapi
  - Talterapi
  - Röstterapi

### Medicinsk terapi
- Kemoterapi, se cellgiftsbehandling
- Radioterapi
- Farmakoterapi
- Elektrokonvulsiv terapi

### Psykoterapi
| - Beteendeterapi (BT) - Existentiell psykoterapi - Familjeterapi - Gestaltterapi - Humanistisk psykoterapi - Hypnosterapi* - Interpersonell terapi, se - Kognitiv beteendeterapi (KBT) - Kognitiv terapi (KT) - Metakognitiv terapi (MKT) | - Parterapi - Psykoanalys - Psykodramaterapi - Psykodynamisk terapi (PDT) - Psykosyntes - Sexterapi - Symboldrama - Systemisk terapi |

*Hypnos är i sig inte en psykoterapiform men har stöd som psykologisk behandling för kronisk och akut smärta.

### Terapi inomalternativmedicin
| - Antihomotoxisk terapi - Aromaterapi - Astrologisk terapi - Auriculoterapi - Bildterapi - Biodynamisk terapi - Bioenergiterapi - Cranio-Sacral Terapi - Dansterapi - Dianetik - Djupterapi - Doftterapi - Elektroterapi | - Encounterterapi - Färgterapi - Holotropisk terapi - Humorterapi - Hydroterapi - Identitetsterapi - Integrativ primalterapi - Jungiansk terapi | - Konstterapi - Kostterapi - Kristallterapi - Kroppsorienterad psykoterapi - Kvantterapi - Laserterapi - Livsenergiterapi - Ljusterapi - Logoterapi | - Magnetterapi - Musikterapi - Nasal reflexterapi - Näringsterapi - Organismisk psykoterapi - Polaritetsterapi - Politisk terapi - Primalterapi - Psykomuskulär befrielseterapi - Realitetsterapi | - Reichiansk terapi - Reinkarnationsterapi - Tankefältterapi - Tarotterapi - Transpersonell terapi - Vakuumterapi - Venpumpterapi - Vitamin- och mineralterapi - Zonterapi - Ädelstensterapi |